# Bracewell
Bracewell är en by i civil parish Barnoldswick, i distriktet Pendle, i grevskapet Lancashire, i England. Byn är belägen 10 km norr om Nelson. Bracewell var en civil parish fram till 1987 när blev den en del av Bracewell and Brogden. Civil parish hade 97 invånare år 1961. Byn nämndes i Domedagsboken (Domesday Book) år 1086, och kallades då Braisuelle.